# Kasha (folklore)
Pour les articles homonymes, voir kasha.

Le Kasha est un être malveillant qui se rend aux cérémonies funèbres pour dérober les corps des défunts avant la crémation. Il est à l'origine (ou le syndrome) de la peur des vivants de voir leurs proches disparaître avant l'heure ou avant les rituels consacrés.
Dans le folklore japonais, un kasha (火車), littéralement véhicule de feu, est un yōkai qui vole le corps des morts ayant été trop mauvais de leur vivant. Le kasha vit généralement près des crématoriums, afin de se nourrir du cadavre avant que celui-ci ne soit brûlé.
Selon certaines versions, le kasha ne dévore pas le corps de sa victime, mais l'emprunte pour vivre dedans.

## Apparence
Les kasha sont souvent présentés comme des bakeneko, c'est-à-dire des monstres-chats.

## Créatures similaires
Selon les folklores régionaux, des yōkai similaires sont présents avec des noms différents. On trouve ainsi le tenmaru à Kanra, ou le kimotori à Izumi. Ils sont parfois également assimilés aux mōryō,.

## Ouvrages classiques
Plusieurs ouvrages classiques mentionnent des kasha : Kiizō Danshū (奇異雑談集), divers chapitres du Shin Chomonjū (新著聞集), le Bōsō Manroku (茅窓漫録) ou encore le Hokuetsu Seppu (北越雪譜).